# Precious (cançó)
Precious és el quaranta-unè senzill de Depeche Mode i primer de l'àlbum Playing The Angel, llançat el 3 d'octubre de 2005.

## Informació
Malgrat que Martin Gore no acostuma a revelar el significat de les seves cançons perquè prefereix que el públic trobi el seu propi significat, per aquesta cançó va fer una excepció, ja que va explicar que l'havia compost pels seus fills (Viva Lee, Ava Lee i Kalo) i el que van passar quan ell s'estava divorciant de la seva dona Suzanne Boisvert. Es tracta d'una balada rítmica, sintètica i un lleuger acompanyament de guitarra conduint els versos. La lletra sembla una declaració dedicada a una relació perduda, però que realment va dirigida als seus fills. Tema melancòlic d'amor frustrat que gràcies a la notació electrònica mitja dona la sensació de tristesa i nostàlgica. Realment té una melodia idèntica a la del clàssic «Enjoy the Silence» (1990), però construïda de manera diferent. A més de la seva forma més electrònica, va retornar a la melancolia i a l'intimisme que els van fer famosos en els primers èxits.
La rebuda fou molt positiva, ja que fou número 1 en les llistes de senzills de molts països, especialment a Europa. En el Regne Unit arribà a la quarta posició, fet que no aconseguia des de feia molts anys, i en els Estats Units només arribà a la 71a posició.
La cara-B del senzill és «Free», una cançó d'estil techno. Només estigué disponible en l'edició europea i fou inclosa com a cançó extra en l'edició japonesa de Playing The Angel. No en van realitzar cap remescla a excepció d'una versió prèvia que es va poder escoltar durant la presentació de la gira Touring the Angel.
El videoclip del senzill fou dirigit per Uwe Flade, que també havia dirigit el videoclip de «Enjoy the Silence 04». En aquesta ocasió, els tres membres de la banda són introduïts en un escenari virtual, concretament d'un vaixell. Fou estrenat el 12 de setembre de 2005, però prèviament es va filtrar una versió inacabada per Internet. De fet, la filtració es va produir fins i tot abans del llançament del senzill, de manera que molts seguidors ja van poder escoltar «Precious». Degut a la filtració del videoclip, la banda va penjar el videoclip al seu web oficial per ser descarregat de franc. Fou inclòs en l'edició DVD del senzill i posteriorment en la compilació The Best of Depeche Mode Volume 1 (2006).
La cançó fou inclosa en la gira corresponent de l'àlbum, Touring the Angel, i és l'únic tema de l'àlbum que s'ha incorporat en totes les gires posteriors, de fet, és l'última cançó que ha aparegut en tots els concerts de forma estable des de la seva publicació. La seva interpretació és electroacústica, amb Christian Eigner a la bateria i Gore a la guitarra, de manera que és més sonora que a l'àlbum però conservant la base sintètica principal.

## Llista de cançons
7": Mute/Bong35 (Regne Unit)
1. "Precious" − 4:10
2. "Precious" (Michael Mayer Ambient Mix) − 3:33

12": Mute/12Bong35 (Regne Unit)
1. "Precious" (Sasha's Spooky Mix - Full Length) − 10:32
2. "Precious" (Sasha's Gargantuan Vocal Mix - Full Length) − 9:40

12": Mute/L12Bong35 (Regne Unit)
1. "Precious" (Misc. Full Vocal Mix) − 5:41
2. "Precious" (Michael Mayer Balearic Mix) − 7:18
3. "Precious" (Motor Remix) − 6:37
4. "Precious" (Misc. Crunch Mix) − 6:51

12": Sire/Reprise/Mute 0-42831 (Estats Units)
1. "Precious" − 4:10
2. "Precious" (Sasha's Spooky Mix - Single Edit) − 5:45
3. "Precious" (Sasha's Gargantuan Vocal Mix - Edit) − 7:15
4. "Precious" (Michael Mayer Balearic Mix) − 7:18
5. "Precious" (Misc. Full Vocal Mix) − 5:41
6. "Precious" (Misc. Crunch Mix) − 6:51
7. "Precious" (Motor Remix) − 6:37

CD: Mute/CDBong35 (Regne Unit)
1. "Precious" − 4:10
2. "Precious" (Sasha's Spooky Mix - Single Edit) − 5:45

CD: Mute/LCDBong35 (Regne Unit)
1. "Precious" (Sasha's Gargantuan Vocal Mix - Edit) − 7:15
2. "Precious" (Misc. Full Vocal Mix) − 5:41
3. "Free" − 5:10

CD: Sire/Reprise/Mute 2-42831 (Estats Units)
1. "Precious" (Sasha's Gargantuan Vocal Mix - Edit) − 7:15
2. "Precious" (Michael Mayer Balearic Mix) − 7:18
3. "Precious" (Misc. Full Vocal Mix) − 5:41
4. "Precious" (Misc. Crunch Mix) − 6:51
5. "Precious" (Motor Remix) − 6:37

DVD: Mute/DVDBong35 (Regne Unit)
1. "Precious" (Music Video)
2. "Precious" (Motor Remix) − 6:37
3. "Precious" (Michael Mayer Ambient Mix) − 3:33

- Totes les cançons són compostes per Martin Gore.